# Siobhan Finneran
Siobhan Finneran, född 27 april 1966 i Manchester, är en brittisk skådespelare.
Finneran har bland annat medverkat i TV-serierna Alma's Not Normal och Happy Valley. Hon har även medverkat i filmen Boy A.

## Filmografi (i urval)
- 2007 – Boy A
- 2010–2012 – Downton Abbey (TV-serie)
- 2014–2023 – Happy Valley (TV-serie)
- 2021 – Alma's Not Normal (TV-serie)